# Charlotte Perrelli
Charlotte Perrelli (Hovmantorp, Švedska, 7. listopada 1974.) je švedska pop pjevačica.
Rođena je kao Anna Jenny Charlotte Nilsson. Godine 1999. u Izraelu osvojila je natjecanje za Pjesmu Eurovizije. Ponovno je sudjelovala na Eurosongu 2008., ali je zauzela tek 18. mjesto od mogućih 25.

## Diskografija
- 1999. - Charlotte
- 2001. - Miss Jealousy
- 2004. - Gone Too Long
- 2006. - I din röst
- 2008. - Hero
- 2008. - Rimfrostjul
- 2012. - The Girl

## Vanjske poveznice
- Službena stranica